# Lupus alpha
Lupus alpha Asset Management AG ist ein Unternehmen im Bereich der Vermögensverwaltung und bietet Investmentlösungen in verschiedenen Segmenten an, darunter Alternativer Investments, Small & Mid Caps, CLO und Wandelanleihen an.
Gegründet wurde das Unternehmen im Oktober 2000, und es hat seinen Hauptsitz in Frankfurt am Main.

## Geschichte
Im Jahr 2000 wurde das Unternehmen Lupus alpha in Frankfurt am Main mit einem Team vom 11 Mitarbeitern gegründet.
Schon im Jahr 2001 begann das Unternehmen seine Geschäftstätigkeit und startete mit einem Neue Märkte-Fonds sowie einem SMAX-Fonds. Zu diesem Zeitpunkt betrug das verwaltete Fondsvermögen 350 Millionen DM.
2004 nutzte Lupus alpha die entstehenden gesetzlichen Möglichkeiten (Investmentgesetz 2003) und erhielt die Zulassung für einen Single-Hedgefonds.
Im Jahr 2009 wurde die IT-Abteilung des Unternehmens als eigenständige hundertprozentige Tochtergesellschaft mit dem Namen Lupus alpha Business Solutions GmbH ausgegründet. Diese Tochtergesellschaft konzentriert sich auf die Entwicklung von Software-Produkten für Kapitalverwaltungsgesellschaften, Verwahrstellen, Versicherungen und Vermögensverwalter. Im Jahr 2019 wurde die Tochterfirma verkauft und operiert seither unter dem Namen UI labs.
2011 erfolgte die Umwandlung von Lupus alpha in eine nicht börsennotierte Aktiengesellschaft.
2022 wurde eine Niederlassung in Paris eröffnet.